# ديفيد فيليبس (لاعب جمباز فني)
ديفيد فيليبس (بالإنجليزية: David Phillips) هو لاعب جمباز فني نيوزيلندي، ولد في 28 أكتوبر 1977 في بوكيكو ‏ في نيوزيلندا.

## وصلات خارجية
- ديفيد فيليبس على موقع اللجنة الأولمبية الدولية (الإنجليزية)
- ديفيد فيليبس على موقع أوليمبيديا (الإنجليزية)
- ديفيد فيليبس على موقع اللجنة الأولمبية النيوزيلندية (الإنجليزية)